# سوسپتانس
سوسپتانس یا پذیرندگی در مهندسی برق، به قسمت موهومی ادمیتانس گفته می‌شود و با نماد B نشان می‌دهند. عکس ادمیتانس، امپدانس و قسمت حقیقی ادمیتانس، رسانایی نامیده می‌شود. یکای اس‌آی آن زیمنس (با نماد S) می‌باشد. این ویژگی را اولین بار الیور هویساید در ۱۸۸۷ میلادی با نامِ پرمیتانس (به انگلیسی: permittance)  به کار برد.

## فرمول
{\displaystyle Y=G+jB\,}
که در آن:
Y ادمیتانس با واحد مهو است
G رسانایی با واحد مهو است
B سوسپتانس با واحد مهو است
نام رایج دیگر برای یکای زیمنس (واحد اندازه‌گیری امپدانس)، مهو با علامت ℧ (برعکس علامت اهم (Ω)) است.